# بيير منديس فرانس
بيار منديس فرانس f (بالفرنسية: Pierre Mendès France) (ولد بباريس 11 يناير 1907 - 18 أكتوبر 1982)، سياسي فرنسي.

## تكوينه وحياته الشخصية
- ينحدر من عائلة من أصل يهودي برتغالي استقرت ببوردو ولوفيي وباريس. حصل على شهادة البكالوريا وعمره 15 سنة، ثم درس الحقوق بالمدرسة الحرة للعلوم السياسية، وأصبح محاميا وعمره لا يتجاوز 21 سنة، فكان أصغر محام فرنسي في عصره.
- انتمى إلى محفل باريس الماسوني ومحفل الاتحاد والترقي بباسي سير أور.
- تزوج عام 1933 للمرة الأولى من ليلي سيكورال (1910-1967) وأنجب منها ولدين، وتزوج ثانية عام 1971.

## السياسي في الثلاثينيات
انتمى صغيرا وهو طالب إلى الحزب الراديكالي وساهم في الحركة الطالبية في مقاومة أقصى اليمين. انتخب عام 1932 نائبا عن منطقة أور (Eure) وأصبح منذ عام 1935 شيخا لمدينة لوفيي (Louviers) ثم انتخب مستشارا عاما لمنطقة أور عام 1937. تهجم على رئيس الحزب إدوارد هيريو وساند إدوارد دالاديي ودعم التعاون مع الاشتراكيين في إطار الجبهة الشعبية. سمي في حكومة ليون بلوم الثانية مساعدا لكاتب الدولة للخزينة (مارس أفريل 1938).

## خلال الحرب العالمية الثانية
بعد هزيمة فرنسا أمام قوات المحاور، تحول إلى المغرب لمواصلة المقاومة، غير أنه ألقي عليه القبض في 31 أوت 1940، ونقل من هناك إلى فرنسا حيث حكمت عليه محكمة عسكرية بست سنوات سجنا، غير أنه تمكن من الفرار في 21 جوان 1941 وانضم إلى القوات الجوية الفرنسية الحرة بلندن. سماه شارل ديغول عام 1943 مندوبا للمالية في اللجنة الفرنسية للتحرير الوطني. ثم أصبح وزيرا للاقتصاد الوطني في الحكومة المؤقتة للجمهورية الفرنسية منذ سبتمبر 1944 غير أنه استقال بعد أشهر في أفريل 1945.

## في الأربعينيات والخمسينيات
سمي عام 1947 ممثلا لبلاده في المجلس الاقتنصادي ؤوالاجتماعي للأمم المتحدة واستمر في هذا المنصب إلى أن استقال عام 1951، وفي الأثناء انتخب رئيسا لمديري صندوق النقد الدولي عام 1948. وفي عام 1950 عبر عن مواقفه المعارضة للحرب في الهند الصينية حيث كانت فرنسا تقوم بحرب ضد الوطنيين هناك. عين في 18 جوان 1954 رئيسا للمجلس بعد بضعة أسابيع من معركة ديان بيان فو التي منيت فيها فرنسا بهزيمة نكراء في الهند الصينية. وتعهد بإيجاد السلام فيها. وفي 31 جويلية من نفس السنة وعد في قرطاج باستعداد فرنسا لمنح الاستقلال الداخلي لتونس. سقطت حكومته في 5 فيفري 1955. وفي عام 1956 كان على رأس الجبهة الجمهورية التي تضم الاشتراكيين والراديكاليين والاتحاد الديمقراطي والاشتراكي للمقاومة الذي كان يقوده فرانسوا ميتران. وبعد انتصار هذه الجبهة عين وزير دولة. لكنه انهزم في انتخابات 1958 في عقر داره في منطقة أور، فانسحب من الحياة السياسية، ليعود في الستينيات باحتشام.

## روابط خارجية
- بيير منديس فرانس على موقع الموسوعة البريطانية (الإنجليزية)
- بيير منديس فرانس على موقع مونزينجر (الألمانية)
- بيير منديس فرانس على موقع ديسكوغز (الإنجليزية)